# قائمة الأفلام الجزائرية في الترشيحات الأولية لجائزة الأوسكار لأفضل فلم أجنبي

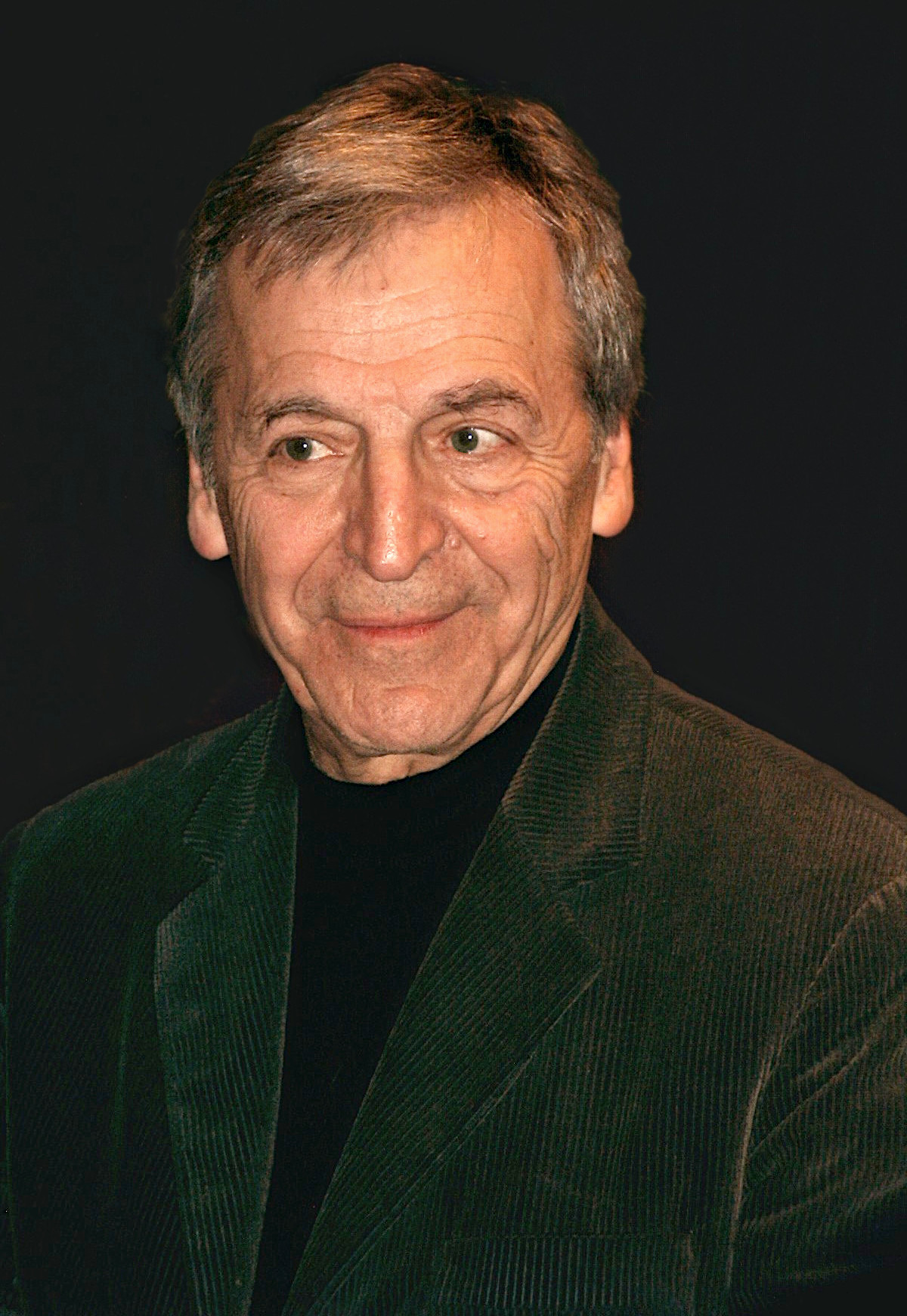
كوستا غافراس مخرج الفلم الفائز.

يعرض هذا المقال قائمة الأفلام الروائية الجزائرية المقدمة لجائزة الأوسكار لأفضل فيلم بلغة أجنبية منذ عام 1970 في حفل توزيع جوائز الأوسكار 42.

## الأفلام المقترحة
| السنة (الحفل)                                  | عنوان الفيلم في الترشيح        | العنوان الأصلي                    | المخرج                    | النتيجة  |
| ---------------------------------------------- | ------------------------------ | --------------------------------- | ------------------------- | -------- |
| 1969 حفل توزيع جوائز الأوسكار الثاني والأربعون | Z                              | زاد                               | كوستا غافراس              | فائز     |
| 1975 حفل توزيع جوائز الأوسكار الثامن والأربعون | Chronicle of the Years of Fire | وقائع سنين الجمر                  | محمد الأخضر حمينة         | لم يترشح |
| 1982 حفل توزيع جوائز الأوسكار الخامس والخمسون  | Sandstorm                      | رياح رملية                        | محمد الأخضر حمينة         | لم يترشح |
| 1983 حفل توزيع جوائز الأوسكار السادس والخمسون  | Le Bal                         | Le Bal                            | إيتوري سكولا              | رُشِّح      |
| 1987 حفل توزيع جوائز الأوسكار الستون           | The Last Image                 | الصورة الأخيرة                    | محمد الأخضر حمينة         | لم يترشح |
| 1991 حفل توزيع جوائز الأوسكار الرابع والستون   | Cheb                           | شاب                               | رشيد بوشارب               | لم يترشح |
| 1994 حفل توزيع جوائز الأوسكار السابع والستون   | Autumn: October in Algiers     | خريف... أكتوبر في الجزائر         | مالك الأخضر حامينة        | لم يترشح |
| 1995 حفل توزيع جوائز الأوسكار الثامن والستون   | Dust of Life                   | Poussières de vie (غبار الحياة)   | رشيد بوشارب               | رُشِّح      |
| 1996 حفل توزيع جوائز الأوسكار التاسع والستون   | Hi Cousin!                     | Salut cousin! (أهلا ابن العم!)    | مرزاق علواش               | لم يترشح |
| 2000 حفل توزيع جوائز الأوسكار الثالث والسبعون  | Little Senegal                 | Little Senegal (السينغالي الصغير) | رشيد بوشارب               | لم يترشح |
| 2001 حفل توزيع جوائز الأوسكار الرابع والسبعون  | Inch'Allah Dimanche            | إن شاء الله الأحد                 | يمينة بن قيقي             | لم يترشح |
| 2002 حفل توزيع جوائز الأوسكار الخامس والسبعون  | Rachida                        | رشيدة                             | يامينا بشير               | لم يترشح |
| 2006 حفل توزيع جوائز الأوسكار التاسع والسبعون  | Days of Glory                  | بلديون                            | رشيد بوشارب               | رُشِّح      |
| 2008 حفل توزيع جوائز الأوسكار الحادي والثمانون | Masquerades                    | مسخرة                             | إلياس سالم                | لم يترشح |
| 2010 حفل توزيع جوائز الأوسكار الثالث والثمانون | Outside the Law                | خارجون عن القانون                 | رشيد بوشارب               | رُشِّح      |
| 2012 حفل توزيع جوائز الأوسكار الخامس والثمانون | Zabana!                        | زبانة                             | سعيد ولد خليفة            | لم يترشح |
| 2015 حفل توزيع جوائز الأوسكار الثامن والثمانون | Twilight of Shadows            | غروب الظلال                       | محمد الأخضر حمينة         | لم يترشح |
| 2016 حفل توزيع جوائز الأوسكار التاسع والثمانون | The Well                       | البئر                             | لطفي بوشوشي               | لم يترشح |
| 2017حفل توزيع جوائز الأوسكار التسعون           | Road to Istanbul               | الطريق إلى إسطنبول                | رشيد بوشارب               | لم يترشح |
| 2018حفل توزيع جوائز الأوسكار الحادي والتسعون   | Until the End of Time          | إلى آخر الزمان                    | ياسمين شويخ               | لم يترشح |
| 2019حفل توزيع جوائز الأوسكار الثاني والتسعون   | Papicha                        | بابيشا                            | مونية مدور Mounia Meddour | لم يترشح |